# Mimetus bishopi
Mimetus bishopi là một loài nhện trong họ Mimetidae.
Loài này thuộc chi Mimetus. Mimetus bishopi được miêu tả năm 1949 bởi Caporiacco.